# 크리스천스테드 국립사적지

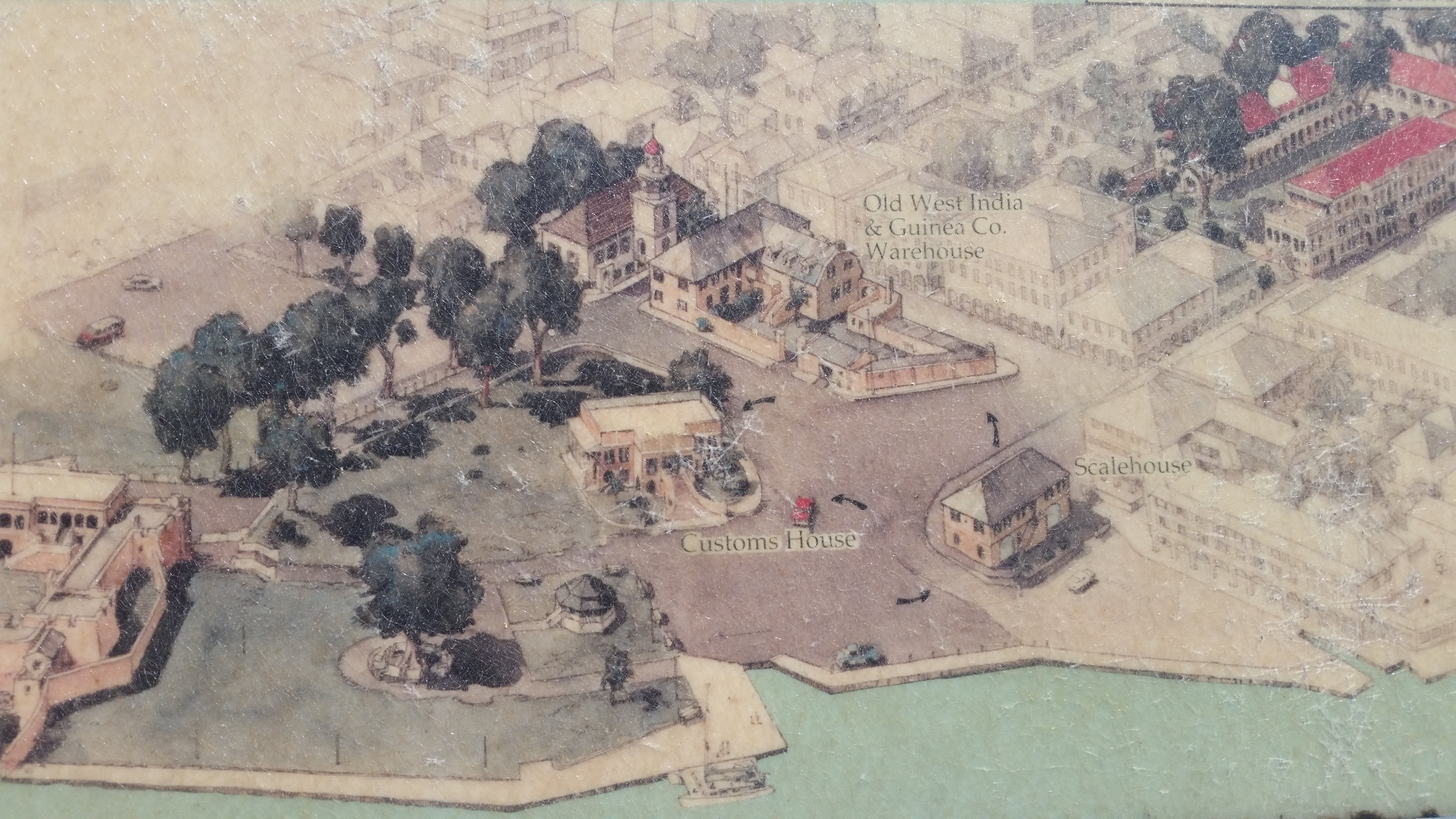

크리스천스테드 국립사적지(Christiansted National Historic Site)는 미국령 버진아일랜드의 도시 식민지 개발을 기념하는 국립사적지이다. 세인트크로이섬의 구 덴마크령 서인도 제도의 수도인 크리스천스테드 중심의 18~19세기 구조물들을 장식한다.
이 지역은 6개의 구조물이 있다:
- 크리스티안스베른 요새(Fort Christiansværn, 1738~1749년 사이 건조)
- 덴만크 서인도-기니 회사 창고(Danish West India and Guinea Company Warehouse, 1749년)
- Church of Our Lord Sabaoth Steeple Building(1753년)
- 커스텀스 하우스(Customs House, 1840~1842년 사이 건조)
- 스케일 하우스(Scale House, 1856년)
- 거번먼트 하우스(Government House, 1747년)

덴마크 서인도-기니 회사 창고는 노예 교역이 금지된 1803년까지 창고 내에서 노예 경매를 개최했다.

## 역사
이 지역은 1952년 3월 4일 "버진아일랜드 국립사적지"(Virgin Islands National Historic Site)라는 이름으로 처음 설립되었다. 목적은 역사 구조물을 보호하고 덴마크의 경제 체제와 건축, 교역, 범죄, 처벌 사이의 생활 방식을 해석하기 위함이다.